# Hassan Osseili
Hassan Osseili – libański kulturysta, na stałe mieszkający w Australii. Mistrz Libanu oraz drugi wicemistrz Australazji w kulturystyce.

## Życiorys
Pochodzi z Libanu, jego miastem rodzinnym jest Bejrut. Od grudnia 2014 roku mieszka w Sydney. Operuje czterema językami: arabskim, angielskim, niemieckim i francuskim. Studiował dietetykę oraz biochemię na Lebanese International University (LIU).
Członek Międzynarodowej Federacji Kulturystyki i Fitnessu (IFBB). Uzyskał tytuł mistrza Libanu w kulturystyce. Zdobył brązowy medal mistrzostw Australazji w kulturystyce wagi ciężkiej.
Trener fitness i dietetyk, akredytowany przez Międzynarodowe Stowarzyszenie Fitnessu (IFPA) oraz Ministerstwo Zdrowia Libanu; specjalista w dziedzinie medycyny sportowej. Jest wyspecjalizowany w dietetyce okresu prenatalnego oraz postnatalnego. Pracował w szpitalu, w ośrodku dietetyki, był też bodyguardem i ochroniarzem. Posiada kwalifikacje niezbędne do udzielania pierwszej pomocy oraz wykonywania resuscytacji krążeniowo-oddechowej.